# تد استونز
تد استونز (انگلیسی: Tad Stones؛ زادهٔ ۱ ژانویهٔ ۱۹۵۲) پویانما، فیلم‌نامه‌نویس، تهیه‌کننده و کارگردان آمریکایی است که بیشتر برای کار برای شرکت والت دیزنی از ۱۹۷۴ تا ۲۰۰۳ شناخته شده است. وی کارگردانی و تهیه‌کنندگی علاءالدین و شاه دزدان (۱۹۹۶) را در کارنامه حرفه‌ای خود دارد. استونز در بربنک زاده شد و کار را با دیزنی تحت نظر پیشکسوت انیمیشن اریک لارسون آغاز کرد.